# Michael Guido
Michael Guido (Woodside, 13 gennaio 1950) è un attore statunitense.
Ha iniziato la sua attività nel 1990 interpretando Cobra nel celeberrimo film Mamma, ho perso l'aereo. Ha partecipato a una decina tra film e serie TV fino al 2010, anno in cui decise di ritirarsi dalle scene.

## Filmografia
- Destini  (1984) - serie TV
- Mamma, ho perso l'aereo, regia di Chris Columbus (1990)
- La valle dei pini (1990-1993) - serie TV
- Persone scomparse (1994) - serie TV
- U.S. Marshals - Caccia senza tregua, regia di Stuart Baird (1998)
- Cupid (1998) - serie TV
- Ultime dal cielo (1999) - serie TV
- The Watcher, regia di Joe Charbanic (2000)
- Joshua, regia di Jon Purdy (2002)
- Devil's Dominoes - Effetto Domino, regia di Scott Prestin (2008)
- Il killer di Chicago, regia di Brian Caunter (2009)
- A Girl Named Clyde, regia di Jack Lawrence Mayer (2010)